# Jelisaweta Jakowlewna Tarachowskaja
Jelisaweta Jakowlewna Tarachowskaja, geboren Parnoch, (russisch Елизавета Яковлевна Тараховская, урожд. Парнох; * 15. Julijul. / 27. Juli 1891greg. in Taganrog; † 13. November 1968 in Moskau) war eine russische bzw. sowjetische Dichterin, Dramatikerin und Übersetzerin.

## Leben
Tarachowskaja, Tochter des jüdischen Apothekers Jakow Parnoch (1847–1912) mit eigener Apotheke und der Ärztin Alexandra Abramowna Parnoch geborene Idelson (1853–1895) studierte nach Abschluss mit Goldmedaille am Marienmädchengymnasium in Taganrog  in den Höheren Bestuschew-Kursen für Frauen in St. Petersburg. Nach der Oktoberrevolution im Bürgerkrieg heiratete sie 1920 in Rostow den Taganroger Alexander Abramowitsch Tarachowski, Sohn des Literaturkritikers Abram Borissowitsch Tarachowski. Die Ehe bestand nicht lange, aber sie behielt den Namen Tarachowskaja bei.
Als Autorin zahlreicher Kinderbücher mit Gedichten und Prosa-Texten wurde Tarachowskaja bekannt. Später erschienen zwei Sammelbände mit Gedichten für Erwachsene. Ins Russische übersetzte sie Kindergedichte von Julian Tuwim (Polen), Kullus Muchammadi (Usbekistan), Mirwari Dilbasi (Aserbaidschan), Marija Barataschwili (Georgien), Eduardas Mieželaitis (Litauen), Assen Bossew (Bulgarien) u. a.
Das bekannteste Werk Tarachowskajas ist das Theaterstück Auf Befehl des Hechts, in dem sie 1936 vier russische Märchen zusammengefasst hatte. Der Zauberfisch (1938) ist Alexander Rous Verfilmung des Stücks mit Tarachowskajas Drehbuch.
Die Dichterin Sofija Parnok war Tarachowskajas ältere Schwester, während der Dichter Walentin Parnach Tarachowskajas Zwillingsbruder war.
Tarachowskaja starb am 13. November 1968 in Moskau. Die Graburne wurde im Kolumbarium auf dem Alten Territorium des Nowodewitschi-Friedhofs beigesetzt wie auch schon die Urne ihres 1951 verstorbenen Zwillingsbruders.